# Achelia megacephala
Achelia megacephala är en havsspindelart som beskrevs av Hodgson, T.V. 1915. Achelia megacephala ingår i släktet Achelia och familjen Ammotheidae. Inga underarter finns listade i Catalogue of Life.